# Égaules
Égaules est un petit hameau de la commune française de Volvic situé dans le département du Puy-de-Dôme en région Auvergne-Rhône-Alpes.

## Localisation
Les communes avoisinantes d'Égaules sont Chanat-la-Mouteyre, Sayat et Volvic.

## Géologie et hydrologie
Le hameau d'Égaules est situé à 800 m d'altitude sur un diverticule dont le paléothalweg s'encaisse à 666 m d'altitude. Le hameau d'Égaules est situé à ce niveau à la jonction entre la coulée de lave qui part de la base orientale du Petit-Sarcouy du Sud-Ouest vers le Nord-Est, et de la coulée du Puy de Jume.
Le bassin hydrographique du Puy de la Nugère est à proximité du hameau d'Égaules.

## Exploit aérien

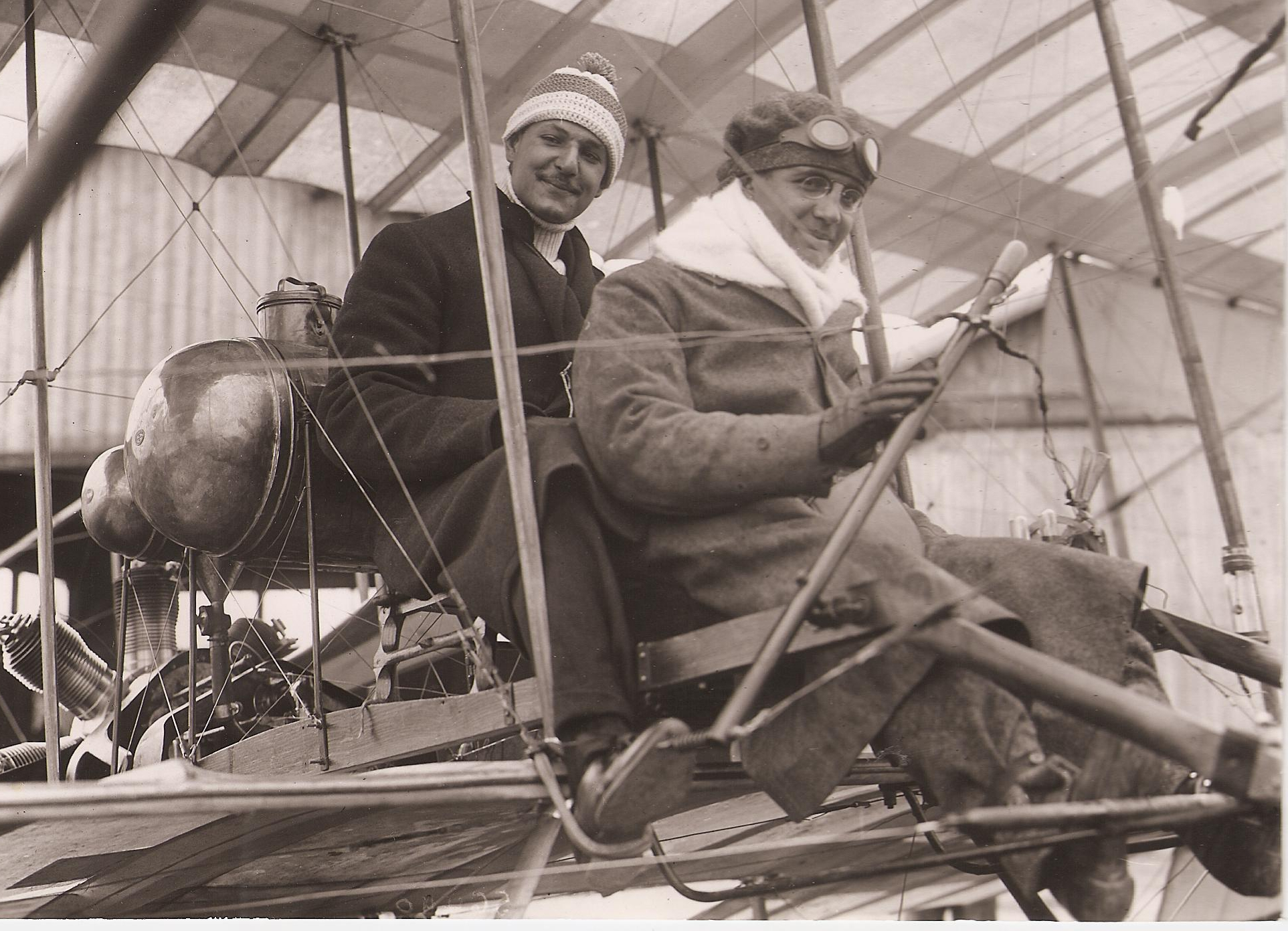
Charles Terres Weymann et Manuel Fay au départ de leur tentative.

Ce hameau a été le lieu d'un atterrissage forcé d'un des pionniers de l'aviation, Charles Weymann, accompagné par Manuel Fay. 
Le 8 septembre 1910, tentant de remporter le Prix Michelin d'aviation (relier Paris au sommet du Puy de Dôme en moins de 6 heures), il échoue peu avant l'arrivée à cause de la pluie et de la brume et doit atterrir à Égaules. Cette expédition aérienne est un exploit, présenté comme tel par la presse spécialisée et mentionné dans la presse quotidienne.